# Comeback
Ein Comeback (aus englisch comeback für „[die] Rückkehr“, „Wiederkehr“ oder [wörtlich das] „Zurückkommen“) ist die Rückkehr einer Person des öffentlichen Lebens, eines Stils oder einer Mode in den Mittelpunkt der öffentlichen Aufmerksamkeit.

## Begriff
Der Begriff wird vor allem in der Politik, im Sport und in der Popmusik verwendet. Es handelt sich um eine Substantivierung aus Verb (come) und Adverb (back). Eine andere mögliche Schreibweise ist „Come-back“. Im Falle der Wiedervereinigung einer Band wird dabei auch von einer Reunion gesprochen. Im Sport spricht man auch von einem Comeback, wenn innerhalb des Spiels die bis dahin beziehungsweise lange unterlegene Partei eine Wendung zum Sieg schafft.
In der K-Pop-Industrie wird von einem Comeback gesprochen, sobald Popmusiker ein neues Album herausbringen, unabhängig vom Zeitraum zwischen zwei Alben. Der erste Auftritt in einer Musikshow, um das neue Album zu bewerben, wird Comeback Stage genannt.

## Beispiele
Bekannte Comebacks hatten beispielsweise
- der Boxer Muhammad Ali nach erzwungener dreijähriger Pause von 1967 bis 1970[9]
- der Rennfahrer Michael Schumacher nach dreijähriger Pause von 2006 bis 2009[10]
- der Sänger Yusuf Islam, der vorher als Cat Stevens erfolgreich war und von 1978 bis 1995 keine Musik veröffentlichte[11]
- die Popgruppe Take That, deren Mitglieder sich nach dem Ausstieg von Robbie Williams 1996 trennten und seit 2006 wieder gemeinsam auftreten[12]
- der Sänger Johnny Cash, der nach einer langen Phase relativer künstlerischer und kommerzieller Bedeutungslosigkeit ab 1994 mit Produzent Rick Rubin wieder erfolgreiche Platten aufnahm[13]
- die Pop-Sängerin Britney Spears mit ihrem Comeback im Herbst 2008 nach ihren Zusammenbrüchen 2007 bzw. im Frühjahr 2008
- die Sängerin Jennifer Lopez im Frühjahr 2011 nach einer dreijährigen Pause
- die estnische Band Vanilla Ninja veröffentlichte im Sommer 2021 nach über 13 Jahren eine neue Single.
- die schwedische Band ABBA veröffentlichte im September 2021 zwei neue Singles und gab für November 2021 das erste Studioalbum seit 40 Jahren bekannt.
- der deutsche Entertainer und Moderator Stefan Raab kehrte im September 2024 zurück ins Fernsehgeschäft vor der Kamera, nachdem er sich rund neun Jahre vor der Öffentlichkeit zurückgezogen hatte.